# Cérilly (Allier)
 Cérilly  es una población y comuna francesa, situada en la región de Auvernia, departamento de Allier, en el distrito de Montluçon. Es el chef-lieu y mayor población del cantón de Cérilly.

## Demografía
| 2091 | 1958 | 1956 | 1820 | 1591 | 1568 |
| Para los censos de 1962 a 1999 la población legal corresponde a la población sin duplicidades (Fuente: INSEE [Consultar]) |      |      |      |      |      |